# Fußball-Club Augsburg 1907 1997-1998
Questa voce raccoglie le informazioni riguardanti il Fußball-Club Augsburg 1907 nelle competizioni ufficiali della stagione 1997-1998.

## Stagione
Nella stagione 1997-1998 l'Augusta, allenato da Hubert Müller, concluse il campionato di Regionalliga sud al 10º posto.

## Rosa
| N. |                     | Ruolo | Calciatore            |
| -- | ------------------- | ----- | --------------------- |
|    | Germania (bandiera) | P     | Darius Kampa          |
|    | Germania (bandiera) | P     | Christian Krieglmeier |
|    | Germania (bandiera) | P     | Thorsten Riedel       |
|    | Germania (bandiera) | P     | Martin Schmied        |
|    | Germania (bandiera) | D     | Herbert Reischl       |
|    | Germania (bandiera) | D     | Manfred Marsch        |
|    | Germania (bandiera) | D     | Andreas Dörr          |
|    | Germania (bandiera) | D     | Frank Reichelt        |
|    | Germania (bandiera) | D     | Max Schlecht          |
|    | Germania (bandiera) | D     | Carsten Henrich       |
|    | Niger (bandiera)    | D     | Donald Agu            |
|    | Germania (bandiera) | C     | Jörg Müller           |
|    | Turchia (bandiera)  | C     | Deniz Samsa           |

| N. |                     | Ruolo | Calciatore                   |
| -- | ------------------- | ----- | ---------------------------- |
|    | Turchia (bandiera)  | C     | Bülent Arslan                |
|    | Germania (bandiera) | C     | Marco Schreiber              |
|    | Germania (bandiera) | C     | Michael Mutzel               |
|    | Germania (bandiera) | C     | Manfred Burghartswieser      |
|    | Germania (bandiera) | C     | Frank Peuker                 |
|    | Germania (bandiera) | C     | Christian Belger             |
|    | Germania (bandiera) | C     | Peter Gartmann               |
|    | Germania (bandiera) | C     | Jochen Hoffmann              |
|    | Germania (bandiera) | A     | Werner Rank                  |
|    | Germania (bandiera) | A     | Roland Fischer               |
|    | Georgia (bandiera)  | A     | Mikheil Sajaia               |
|    | Germania (bandiera) | A     | Dieter Eckstein              |
|    | Brasile (bandiera)  | A     | Jacques Carvalho de Oliveira |

## Organigramma societario
Area tecnica
- Allenatore: Hubert Müller
- Allenatore in seconda:
- Preparatore dei portieri:
- Preparatori atletici:
- Analisi video:

## Calciomercato

### Sessione estiva
| Acquisti | Acquisti    | Acquisti        | Acquisti |
| R.       | Nome        | da              | Modalità |
| -------- | ----------- | --------------- | -------- |
| A        | Werner Rank | Rot-Weiß Erfurt |          |

| Cessioni | Cessioni         | Cessioni           | Cessioni |
| R.       | Nome             | a                  | Modalità |
| -------- | ---------------- | ------------------ | -------- |
| C        | Besik Shengelia  | Met'alurgi Rustavi |          |
| C        | Rajko Tavčar     | Greuther Fürth     |          |
| C        | Anđelko Urošević | Waldhof Mannheim   |          |

## Risultati

### Regionalliga

#### Girone di andata
| 2 agosto 1997, ore 14:30 CEST 1ª giornata | Ditzingen | 1 – 1 | Augusta |  |

| 5 agosto 1997, ore 19:00 CEST 2ª giornata | Augusta | 2 – 0 | Weismain |  |

| 9 agosto 1997 3ª giornata |  | – turno di riposo |  |  |

| 20 agosto 1997, ore 19:30 CEST 4ª giornata | Augusta | 2 – 2 | Waldhof Mannheim |  |

| 24 agosto 1997, ore 18:00 CEST 5ª giornata | Darmstadt | 0 – 2 | Augusta |  |

| 29 agosto 1997, ore 19:00 CEST 6ª giornata | Augusta | 0 – 3 | Monaco 1860 II |  |

| 3 settembre 1997, ore 18:00 CEST 7ª giornata | Wehen | 3 – 2 | Augusta |  |

| 13 settembre 1997, ore 14:30 CEST 8ª giornata | Augusta | 4 – 0 | Kirchheim/Teck |  |

| 20 settembre 1997, ore 14:30 CEST 9ª giornata | Augusta | 2 – 0 | Karlsruhe II |  |

| 27 settembre 1997, ore 14:30 CEST 10ª giornata | Wacker Burghausen | 2 – 2 | Augusta |  |

| 4 ottobre 1997, ore 14:00 CEST 11ª giornata | Augusta | 1 – 1 | Borussia Fulda |  |

| 11 ottobre 1997, ore 14:30 CEST 12ª giornata | Reutlingen | 2 – 2 | Augusta |  |

| 18 ottobre 1997, ore 14:30 CEST 13ª giornata | Augusta | 1 – 0 | VfR Mannheim |  |

| 24 ottobre 1997, ore 19:30 CEST 14ª giornata | Kickers Offenbach | 0 – 5 | Augusta |  |

| 2 novembre 1997, ore 15:00 CET 15ª giornata | Augusta | 0 – 1 | Bayern Monaco II |  |

| 8 novembre 1997, ore 14:30 CET 16ª giornata | Neukirchen | 2 – 2 | Augusta |  |

| 15 novembre 1997, ore 14:30 CET 17ª giornata | Augusta | 0 – 4 | Ulma |  |

#### Girone di ritorno
| 22 novembre 1997, ore 14:30 CET 18ª giornata | Augusta | 1 – 0 | Ditzingen |  |

| 28 novembre 1997, ore 19:00 CET 19ª giornata | Weismain | 2 – 1 | Augusta |  |

| 6 dicembre 1997 20ª giornata |  | – turno di riposo |  |  |

| 13 dicembre 1997, ore 14:30 CET 21ª giornata | Waldhof Mannheim | 2 – 2 | Augusta |  |

| 28 febbraio 1998, ore 14:30 CET 22ª giornata | Augusta | 4 – 2 | Darmstadt |  |

| 6 marzo 1998, ore 19:00 CET 23ª giornata | Monaco 1860 II | 2 – 0 | Augusta |  |

| 14 marzo 1998, ore 15:00 CET 24ª giornata | Augusta | 0 – 0 | Wehen |  |

| 21 marzo 1998, ore 15:00 CET 25ª giornata | Kirchheim/Teck | 3 – 1 | Augusta |  |

| 29 marzo 1998, ore 15:00 CET 26ª giornata | Karlsruhe II | 2 – 2 | Augusta |  |

| 4 aprile 1998, ore 14:30 CEST 27ª giornata | Augusta | 1 – 1 | Wacker Burghausen |  |

| 11 aprile 1998, ore 14:30 CEST 28ª giornata | Borussia Fulda | 2 – 0 | Augusta |  |

| 18 aprile 1998, ore 14:30 CEST 29ª giornata | Augusta | 3 – 3 | Reutlingen |  |

| 26 aprile 1998, ore 15:00 CEST 30ª giornata | VfR Mannheim | 0 – 0 | Augusta |  |

| 1º maggio 1998, ore 18:00 CEST 31ª giornata | Augusta | 1 – 2 | Kickers Offenbach |  |

| 10 maggio 1998, ore 15:00 CEST 32ª giornata | Bayern Monaco II | 2 – 0 | Augusta |  |

| 16 maggio 1998, ore 15:00 CEST 33ª giornata | Augusta | 3 – 2 | Neukirchen |  |

| 21 maggio 1998, ore 15:00 CEST 34ª giornata | Ulma | 1 – 4 | Augusta |  |

## Statistiche

### Statistiche di squadra
| Competizione     | Punti | In casa | In casa | In casa | In casa | In casa | In casa | In trasferta | In trasferta | In trasferta | In trasferta | In trasferta | In trasferta | Totale | Totale | Totale | Totale | Totale | Totale | DR |
| Competizione     | Punti | G       | V       | N       | P       | Gf      | Gs      | G            | V            | N            | P            | Gf           | Gs           | G      | V      | N      | P      | Gf     | Gs     | DR |
| ---------------- | ----- | ------- | ------- | ------- | ------- | ------- | ------- | ------------ | ------------ | ------------ | ------------ | ------------ | ------------ | ------ | ------ | ------ | ------ | ------ | ------ | -- |
| Regionalliga sud | 42    | 16      | 7       | 5       | 4       | 25      | 21      | 16           | 3            | 7            | 6            | 26           | 26           | 32     | 10     | 12     | 10     | 51     | 47     | +4 |
| Totale           | 42    | 16      | 7       | 5       | 4       | 25      | 21      | 16           | 3            | 7            | 6            | 26           | 26           | 32     | 10     | 12     | 10     | 51     | 47     | +4 |

### Andamento in campionato
| Giornata  | 1 | 2 | 3 | 4 | 5 | 6 | 7 | 8 | 9 | 10 | 11 | 12 | 13 | 14 | 15 | 16 | 17 | 18 | 19 | 20 | 21 | 22 | 23 | 24 | 25 | 26 | 27 | 28 | 29 | 30 | 31 | 32 | 33 | 34 |
| --------- | - | - | - | - | - | - | - | - | - | -- | -- | -- | -- | -- | -- | -- | -- | -- | -- | -- | -- | -- | -- | -- | -- | -- | -- | -- | -- | -- | -- | -- | -- | -- |
| Luogo     | T | C |   | C | T | C | T | C | C | T  | C  | T  | C  | T  | C  | T  | C  | C  | T  |    | T  | C  | T  | C  | T  | T  | C  | T  | C  | T  | C  | T  | C  | T  |
| Risultato | N | V |   | N | V | P | P | V | V | N  | N  | N  | V  | V  | P  | N  | P  | V  | P  |    | N  | V  | P  | N  | P  | N  | N  | P  | N  | N  | P  | P  | V  | V  |
| Posizione | 8 | 6 | 7 | 8 | 7 | 7 | 8 | 8 | 7 | 7  | 7  | 7  | 6  | 4  | 4  | 4  | 7  | 5  | 5  | 9  | 9  | 7  | 9  | 9  | 10 | 10 | 10 | 10 | 10 | 10 | 10 | 10 | 10 | 10 |

Legenda:

Luogo: C = Casa; T = Trasferta. Risultato: V = Vittoria; N = Pareggio; P = Sconfitta.